# 野中ここな
野中 ここな（のなか ここな、2006年1月28日 - ）は、日本の女性声優、タレント。長崎県出身。アミューズ所属。
声優ユニット「おにぱんず！」および「蓮ノ空女学院スクールアイドルクラブ」のメンバーであり、女性アイドルグループさくら学院の元メンバー。

## 来歴
2017年に行われた、「アミューズ全県全員面接オーディション2017～九州・沖縄編～」に合格し、アミューズに所属。
2018年5月6日、 なかのZERO 大ホールで開催された「さくら学院 2018年度 ～転入式～」で、さくら学院に転入（加入）。
2020年9月14日配信の『さくら学院の顔笑れ!!FRESH!マンデー』にて、2020年度生徒総会が開催され、10代目生徒会長に任命された。
2021年8月末のさくら学院の活動終了と共に同グループを卒業した。
2022年2月にテレビ東京系のおはスタ内で放送されるアニメ『おにぱん!』で、野崎結愛、根岸実花と共に主演声優を務めることが発表され、同年4月から放送されている。同年6月1日にはユニット「おにぱんず！」の一人として、アニメテーマ曲の『おにパパパン！パン！』でCDデビューし、同月11日に発売記念イベントを行った。8月26日に恵比寿ザ・ガーデンホールにて初ライブを行った。
2023年2月10日に行われた「ラブライブ！シリーズ」の新グループ「蓮ノ空女学院スクールアイドルクラブ」のお披露目放送にて、村野さやか役として抜擢されたことが発表された。
2023年6月13日より、自身初の冠番組『野中ここなのREC中！』の配信をニコニコチャンネル＋にて開始した。

## 人物
- 4兄弟の長女である[13]。
- 好きな食べ物は、山芋鉄板ステーキと味付けのり[14]。
- 特技は、動画編集[15]。

## 出演
太字はメインキャラクター。

### テレビアニメ
2022年
- おにぱん!（つゆくさ）

2025年
- 完璧すぎて可愛げがないと婚約破棄された聖女は隣国に売られる（女の子）

### ゲーム
2023年
- Link!Like!ラブライブ!（2023年 - 2025年、村野さやか）

2024年
- モンスターストライク（オデュッセイア）

### Web配信
- 野中ここなのREC中！（2023年6月13日 - 、ニコニコチャンネル＋）
- Amuse＋1周年SP スーパーレディーは君だ！対決3番勝負！（2023年7月2日、Amuse＋）
- GAME HOUSE～クラッシュアイスで大はしゃぎ!～（2023年8月25日、Amuse＋）[18]
- GAME HOUSE～即興プロポーズ大合戦!～（2023年9月1日、Amuse＋）
- 野中ここなのぴこぴこ部屋ここなんです！（2024年4月2日 - 、OPENREC.tv）

### 朗読劇
- SF空想科学朗読劇『宇宙戦争』(2025年1月13日、I'M A SHOW）[19]
- 音楽朗読劇『仮面の男』〜アレクサンドル・デュマ・ペール『ダルタルニャン物語』より〜（2025年3月4日、博品館劇場） - フィリップ 役 他[20][21]
- 朗読劇『新選組の恋～春の在処～』（2025年5月6日）- 琴・つね・明里 役[22]
- 岩井秀人（WARE）プロデュース『いきなり本読み！Voices』（2025年8月5日〈予定〉、草月ホール）[23]
- VISIONARY READING『三島由紀夫レター教室』（2025年10月7日〈予定〉、紀伊國屋ホール） - 空ミツ子 役[24]

### その他コンテンツ
- 温泉むすめ（2024年 - 、おごと寧々〈2代目〉[25]）

## ディスコグラフィ

### キャラクターソング
| 発売日       | 商品名               | 歌           | 楽曲                                    | 備考                                  |
| ------------ | -------------------- | ------------ | --------------------------------------- | ------------------------------------- |
| 2022年6月1日 | おにパパパン！パン！ | おにぱんず！ | 「おにパパパン！パン！」 「鬼ヤバッ！」 | テレビアニメ『おにぱん!』テーマソング |

### 初出話一覧
1. 1 2  第1話初出

### ユニットメンバー
1. ↑  つつじ（野崎結愛）、ひまわり（根岸実花）、つゆくさ（野中ここな）